# Battle Spirits 霸王
《Battle Spirits 霸王》為《Battle Spirits Brave》後續的動畫，是Battle Spirits動畫系列的第4個作品。口號是「誰得到卡牌就能成為霸王」。

## 登場人物

### 主要人物
陽昇創（Hinobori Hajime，聲：平田真菜／香港：雷碧娜／台灣：劉如蘋）
主角。13歲，中學一年級生。經常被人稱為「頭巾仔」。
喜歡BS和以各種調味料撈飯，夢想是成為BS的世界冠軍。
- 持有卡片：英雄龍 帝王霸龍

；皇牙獸 金塔羅克暴熊；爆炎霸王 帝王戰龍巴傑爾；爆冰之霸王 帝王龍．凍雨；以及 超霸王帝王龍．救世主
棚志手賀丸（Tanashi Tegamaru，聲：福山潤／香港：胡家豪／台灣：孟慶府）
陽昇創的宿敵。
任何卡片都可以馬上運用自如，戰鬥時亦很冷靜，絕不動搖。因此有個綽號叫「屹立的手賀丸」。
- 持有卡片：皇牙獸 金塔羅克暴熊（給了仁霧拳）；刀之霸王 武藏．阿修羅劍獅（給了日下部千尋）；以及 絕對幻龍神 天照大神龍

藥師寺新（Yakushiji Arata，聲：羽多野涉／香港：李鎮然、林芷筠（童年）／台灣：孟慶府）
故事開肇時是世界冠軍，是所有卡鬥士的偶像。
討厭自己沒女朋友。
- 持有卡片：龍之霸王 齊格．大和．弗里德 ←和 天劍霸王齊格．須佐．弗里德

巽紀麻理（Tatsumi Kimari，聲：藤田咲／香港：羅孔柔／台灣：吳貴竹）
肇的青梅竹馬與同學。夢想是要征服世界。
使用紫屬性卡組。
- 持有卡片：咒之霸王 混沌．晴明；魅惑霸王克麗奧佩托拉；以及 魔羯邪神 修達柏爾克

巽洸太（Tatsumi Kouta，聲：高木礼子／香港：陳皓宜／台灣：林沛笭）
紀麻理的弟弟。夢想是收集很多企鵝。
- 持有卡片：歌鳥之霸王 齊格．大和．企鹅

### 對手角色
大泉學（Ooizumi Manabu，聲：武藤正史／香港：林筠翔／台灣：陳彥鈞）
15歲，小創所就讀之學校學生會長，為人附庸風雅。
- 持有卡片：小次郎．魔像；以及 鐵之霸王西鄉．魔像

大泉語（Ooizumi Kataru，聲：松岡美佳／香港：林丹鳳／台灣：梁興昌）
13歲。學的弟弟。
- 持有卡片：光之霸王 月光．輝夜姫

仁霧拳（Nigiri Kobushi，聲：松田健一郎／香港：巫哲棋／台灣：陳彥鈞）
14歲，是個身形魁梧的壯漢，原本為手賀丸的跟班。
- 持有卡片︰偉大．弁慶；風之霸王 鐵角．牛若丸；以及 皇牙獸 金塔羅克暴熊（棚志手賀丸給的）

日下部千尋（Kusaka Chihiro，聲：水澤史繪／香港：吳羨婷／台灣：吳貴竹）
13歲，原本為手賀丸的跟班，打扮像男性，實際是個千金小姐，夢想成為卡牌設計師。
- 持有卡片：壬生狼劍士；冰之霸王 壬生狼  惡鬼；魁之霸王 壬生狼．超劍勇者；以及 刀之霸王 武藏．阿修羅劍獅（棚志手賀丸給的）

安東尼·史塔克（Anthony Starck，聲：島崎信長／香港：麥皓豐／台灣：梁興昌）
歐洲區戰魂對戰冠軍，於第三集登場，與藥師寺新進行邀請賽，最後落敗。
柴門啟介（Saimon Keisuke，聲：大川透／香港：陳永信／台灣：梁興昌）
小創所就讀學校之校長。
- 持有卡片：小次郎．魔像

立花有為（聲：渡邊明乃／香港：伍秀霞／台灣：林沛笭）
於第16集登場，富二代，喜歡變裝為超人，自稱是紀麻理的追求者。
芹澤勇志（聲：近藤隆／香港：鍾見麟／台灣：梁興昌）
擅長編寫和吟誦俳句，當作卡片對戰的關鍵指引。
古屋龍太（聲：內匠靖明／香港：鄧志堅／台灣：孟慶府）
出身於名古屋，喜歡誇耀他家鄉的一切。
泉·蘿拉斯露·純子（聲：白石涼子／香港：詹健兒／台灣：吳貴竹）
外表清秀、氣質出眾，典型的花癡；曾經是藥師寺新的兒時玩伴，也同樣欣賞小創的氣魄。

### 家人
陽昇向陽（聲：楠大典／香港：劉奕希／台灣：陳彥鈞）
陽昇光莉（聲：園崎未惠／香港：梁少霞／台灣：吳貴竹）
上述兩者為小創的父母，從事卡片戰鬥擂台的怪獸卡投影技術研究。
巽田次郎（聲：矢部雅史／香港：劉昭文／台灣：梁興昌）
巽花夜（聲：萩森純子／香港：沈小蘭／台灣：劉如蘋）
上述兩者為繪麻理的父母。

### 其他人物
旁白（聲：諏訪部順一／香港：麥皓豐／台灣：梁興昌）
擔任解說各樣怪獸卡片及卡片對戰規則的人。
渡邊銀河（聲：諏訪部順一／香港：張裕東／台灣：陳彥鈞）
戰魂對戰實況秀主持人。
如月美加（Kisaragi Mika，聲：高橋美佳子／香港：魏惠娥／台灣：林沛笭）
BS店店主，通稱「美加姐姐」。很懂得做生意。
- 持有卡片：將軍企鵝 和 大天使米迦法爾 ←( 大天使米迦法爾 這張牌不能放入牌組。)

花形茉莉（聲：能登麻美子／香港：魏惠娥／台灣：林沛笭）
巽田次郎的助手。
塞爾吉歐·十兵衛·藍佩杜薩三世（聲：岡和男／香港：黃子敬／台灣：陳彥鈞）
立花有為的管家。
井上裕衣（聲：井上裕衣／香港：鄭麗麗／台灣：吳貴竹）
與真實人物同名，角色藍本為名古屋電視台主播，在作品中報導對戰消息。

## 卡片

### Key Spirits
SD06-007 英雄龍 帝王戰龍
- 系統：霸皇．戰龍
- 戰徽：紅
- 費用：6
- 減輕戰徽：紅3
- Burst卡
- LV1：BP4000，LV2：BP6000，LV3：BP9000

### X卡

#### 紅色
BS14-X01 龍之霸王 齊格・大和・弗里德
- 系統：霸皇・古龍
- 戰徽：紅
- 費用：8
- 減輕戰徽：紅3
- Burst戰魂
- LV1：BP6000，LV2：BP10000，LV3：BP13000，LV4：BP20000

BS15-X01 刀之霸王 武藏・阿修羅劍獅
- 系統：霸皇・皇獸
- 戰徽：紅
- 費用：7
- 減輕戰徽：紅3
- Burst戰魂
- LV1：BP5000，LV2：BP8000，LV3：BP11000

BS16-X01 爆炎霸王 帝王戰龍・巴傑爾
- 系統：霸皇・戰龍
- 戰徽：紅
- 費用：7
- 減輕戰徽：紅3
- Burst戰魂
- LV1：BP5000，LV2：BP7000，LV3：BP12000

BS17-X01 天劍之霸王 齊格・須佐之・弗里德
- 系統：霸皇・古龍
- 戰徽：紅
- 費用：9
- 減輕戰徽：紅3
- Burst戰魂
- LV1：BP6000，LV2：BP10000，LV3：BP15000，LV4：晶核7、BP20000

X016 黑炎之霸王 暗黑龍・爆
- 系統：霸皇・戰龍
- 戰徽：紅
- 費用：7
- 減輕戰徽：紅3
- Burst戰魂
- LV1：BP5000，LV2：BP7000，LV3：BP12000

XX00 絕對幻龍神 天照大神龍
- 系統：絕晶神
- 戰徽：紅3
- 費用：10
- 減輕戰徽：0
- LV1：BPX0000

#### 白色
BS14-X04 冰之霸王 壬生狼・惡鬼
- 系統：霸皇・機人
- 戰徽：白
- 費用：7
- 減輕戰徽：白4
- Burst戰魂
- LV1：BP6000，LV2：BP9000，LV3：BP12000

BS16-X04 魁之霸王 壬生狼・超劍勇者
- 系統：霸皇・機人
- 戰徽：白
- 費用：10
- 減輕戰徽：白3
- Burst戰魂
- LV1：BP5000，LV2：BP9000，LV3：BP13000

BS18-X04 爆冰之霸王 帝王龍・凍雨
- 系統：霸皇・戰龍
- 戰徽：白
- 費用：8
- 減輕戰徽：白3
- Burst戰魂
- LV1：BP6000，LV2：BP9000，LV3：BP13000

#### 紫色
BS14-X02 咒之霸王 混沌・晴明
- 系統：霸皇・魔影
- 戰徽：紫
- 費用：8
- 減輕戰徽：紫4
- Burst戰魂
- LV1：BP5000，LV2：BP8000，LV3：BP11000

BS17-X02 騎士霸王 魔劍騎王・亞瑟
- 系統：霸皇・魔影
- 戰徽：紫
- 費用：12
- 減輕戰徽：紫6
- Burst戰魂
- LV1：BP10000，LV2：BP15000，LV3：BP20000

#### 綠色
BS14-X03 風之霸王 鐵角・牛若丸
- 系統：霸皇・殻虫
- 戰徽：綠
- 費用：5
- 減輕戰徽：綠3
- Burst戰魂
- LV1：BP5000，LV2：BP9000，LV3：BP10000

BS16-X03 烈之霸王 青龍劉備
- 系統：霸皇・華兵
- 戰徽：綠
- 費用：7
- 減輕戰徽：綠2
- Burst戰魂
- LV1：BP5000，LV2：BP10000，LV3：BP14000

BS18-X03 蒼穹之霸王 汗狼
- 系統：霸皇・劍獸
- 戰徽：綠
- 費用：7
- 減輕戰徽：綠3
- Burst戰魂
- LV1：BP6000，LV2：BP8000，LV3：BP10000

#### 黃色
BS15-X05 光之霸王 月牙・輝夜姬
- 系統：霸皇・想獸
- 戰徽：黄
- 費用：7
- 減輕戰徽：黄3
- Burst戰魂
- LV1：BP4000，LV2：BP6000，LV3：BP10000

BS17-X03 魅惑霸王 克麗奧佩托拉
- 系統：霸皇・導魔
- 戰徽：黄
- 費用：8
- 減輕戰徽：黄3
- Burst戰魂
- LV1：BP5000，LV2：BP7000，LV3：BP11000

#### 藍色
BS15-X06 鐵之霸王 西鄉・魔像
- 系統：霸皇・造兵
- 戰徽：藍
- 費用：8
- 減輕戰徽：藍4
- Burst戰魂
- LV1：BP5000，LV2：BP10000，LV3：BP13000

BS17-X06 一千零一夜之女帝 舍赫拉查達
- 系統：雄將・肇手
- 戰徽：藍
- 費用：6
- 減輕戰徽：藍3
- LV1：BP5000，LV2：BP8000，LV3：BP10000

## 本作特點
Burst系統

- Burst系統，在BS14彈以後的Magic、Brave和Spirits上也可以找到。
- 常見的Burst效果發動條件：
  - 自己的生命值被扣掉之後
  - 自己的Spirits/Brave被破壞之後
  - 對手Spirits/Brave攻擊時
  - 對手Spirits/Brave發動召喚時效果時
- 擁有Burst系統的Magic，只要滿足條件，就無需支付晶核並發動Burst效果，即使是對手的回合，也能發動其效果。若要發動擁有Burst系統的Magic上的其他效果，則需要支付晶核便可即時發動效果。
- 擁有Burst系統的Spirits，只要滿足條件，也可以藉由Burst效果來召喚。而且以Burst召喚Spirits的COST是不需要支付晶核召喚出來的。
- 基本上所有X稀有的霸王都可以以Burst效果召喚（例如：咒之霸王的Burst效果發動後是反回手牌的）("反回"手牌)，而並非X稀有卡，但又可以以Burst召喚出來的Spirits亦有不少（例如：英雄龍 帝王霸龍）。

## 工作人員
- 原作 - 矢立肇
- 監督 - 西森章（第1話 - 第15話）、渡邊正樹（第16話 - ）
- 系列構成 - 富岡淳廣
- 角色設計 - ヒラタリョウ
- Spirits設計 - 今石進、丸山浩
- 機械 - 網谷正治
- 角色監修、設定協力 - 石田智子
- 主要動畫師 - 石川哲也
- CG生產者 - 柴田英樹
- CG主任 - 井上喜一郎
- 遊戲設計 - マイケル・エリオット
- 美術監督 - 中村典史
- 色彩設計 - 柴田亞紀子
- 攝影監督 - 貞光壽幸
- 編輯 - 渡邊直樹
- 音樂 - 瀨川英史
- 音響監督 - 藤野貞義
- 首席製作人 - 寶田壽也（名古屋電視台）、尾崎雅之（日昇動畫）
- 生產者 - 福嶋更一郎（名古屋電視台）、若鍋龍太（日昇動畫）
- 動畫製作 - 日昇動畫
- 製作[2] - 名古屋電視台、日昇動畫、ADK

## 主題曲
片頭曲「Freedom」（第1話 - 31話）
作詞：池畑伸人，作曲、編曲：Masayoshi Minoshima+REDALiCE，歌：Masayoshi Minoshima（Alstroemeria Records）+REDALiCE（ALiCE'S EMOTiON） feat.ayami
片頭曲「Wake Up！My Heart！！」（第32話 - 50話）
作詞：池畑伸人，作曲、編曲：山下洋介，歌：羽多野涉
片尾曲「My Hero My No.1」
作詞：池畑伸人，作曲：山下和彰，編曲：土橋雅樹，歌：羽多野涉

## 各話標題
| 話數 | 日文標題 | 翻譯標題                                                | 香港標題                                    | 劇本     | 分鏡            | 演出       | 作畫監督                     | 日本首播日期   |
| ---- | -------- | ------------------------------------------------------- | ------------------------------------------- | -------- | --------------- | ---------- | ---------------------------- | -------------- |
| 1    |          | 爆烈召喚！英雄龍 帝王龍！                               | Burst召喚，英雄龍帝王戰龍                   | 富岡淳廣 | 西森章          | 馬引圭     | 長生中 石田智子              | 2011年 9月18日 |
| 2    |          | Burst對Burst！大地・弁慶出擊!                           | Burst對Burst，大白刀弁慶出場                | 富岡淳廣 | 加瀨充子        | 中島大輔   | 田邊謙司                     | 9月25日        |
| 3    |          | 皇牙獸 金太郎・熊 疾風怒濤！立如鐵壁的手賀丸            | 疾風怒濤皇牙獸金太郎熊堅毅不動手賀丸        | 網谷正治 | 誉田晶子        | 誉田晶子   | 鈴木幸江                     | 10月2日        |
| 4    |          | 頂點的激鬥！龍之霸王 齊格・大和・弗烈多！               | 頂點激鬥，龍之霸王齊格大和弗烈多            | 石橋大助 | 河村智之        | 齋藤昭裕   | 澤田讓司                     | 10月9日        |
| 5    |          | 用爆烈回應！降臨！冰之霸王 壬生狼・惡鬼                 | Burst反擊，冰之霸王壬生狼士荊之子           | 山田由香 | 池野昭二        | 池野昭二   | 菊池晃                       | 10月16日       |
| 6    |          | 命運的相遇！？！咒之霸王 混沌・晴明                     | 命運的相遇，咒之霸王混沌晴明                | 神山修一 | 渡邊正樹        | 渡邊正樹   | 石川哲也                     | 10月23日       |
| 7    |          | 霸王冠軍賽開幕！風之霸王 聖角・牛若參上!                | 霸王錦標賽開幕，遇見風之霸王大鍬形牛若      | 富岡淳廣 | 加瀨充子        | 中島大輔   | 田邊謙司                     | 10月30日       |
| 8    |          | 聖角・牛若 拳反擊！打倒陽昇創！                         | 大昭形牛若，阿權逆襲 打倒阿創               | 網谷正治 | 河村智之        | 谷田部勝義 | 波風立志 長生中              | 11月6日        |
| 9    |          | 打倒手賀丸 命運的爆烈十紋刃！                           | 打倒手賀丸 命運的爆烈十紋刃                 | 山田由香 | 渡邊正樹        | 齋藤昭裕   | 澤田讓司 鈴木幸江            | 11月13日       |
| 10   |          | 會長對校長！？驚異的大粉碎、鐵之霸王武雄・哥雷姆！      | 會長對校長，驚異的大粉碎 鐵之霸王西鄉哥雷姆 | 石橋大助 | 馬引圭          | 馬引圭     | 石田智子                     | 11月20日       |
| 11   |          | 修行編開肇！試練的企鵝牌組！                            | 修練篇開始，企鵝卡組的試練                  | 神山修一 | 譽田晶子        | 譽田晶子   | 長生中                       | 11月27日       |
| 12   |          | 尋找吧！刀之霸王武藏・灰燼劍獅！                        | 尋找，刀之霸王武藏阿修羅虎                  | 富岡淳廣 | 加瀨充子        | 中島大輔   | 田邊謙司                     | 12月4日        |
| 13   |          | 爆烈與最糟糕的情況 陽昇肇牌組 離破壞還有10秒！？        | Burst，然後是Worst，阿創的卡組破壞前10秒    | 網谷正治 | 河村智之        | 河村智之   | 菊池晃                       | 12月11日       |
| 14   |          | 弟弟的鬥志燃燒起來吧！光之霸王弧月公主・輝夜！          | 燃燒吧，Brother，光之霸王弧月赫映姬         | 山田由香 | 譽田晶子        | 谷田部勝義 | 波風立志                     | 12月18日       |
| 15   |          | 地獄的聖誕節前夕！？暴風牌組 軍師鳥諸葛亮！             | 地獄平安夜，暴風卡組軍師鳥諸葛亮            | 石橋大助 | 馬引圭 渡邊正樹 | 齋藤昭裕   | 澤田讓司                     | 12月25日       |
| 16   |          | 拯救決吧！龍之霸王 齊格・大和・弗列多！                 | 拯救紀麻理公主，龍之霸王齊格大和弗列多      | 神山修一 | 渡邊正樹        | 渡邊正樹   | 石川哲也                     | 2012年 1月8日  |
| 17   |          | 為了征服世界的暴走戰鬥 白色與紫色的X稀有卡對決！        | 征服世界的暴走戰鬥 白對紫X稀有卡的對決      | 山田由香 | 加瀬充子        | 中島大輔   | 田邊謙司                     | 1月15日        |
| 18   |          | 新的同伴 爆炎之霸王 霸王・戰龍•煌炎！                   | 新伙伴，爆炎之霸王帝王龍爆                  | 網谷正治 | 池野昭二        | 池野昭二   | 石田智子                     | 1月22日        |
| 19   |          | 肇與手賀丸 煌炎對灰燼劍獅？                             | 阿創與手賀丸 帝王龍爆對阿修羅虎             | 富岡淳廣 | 譽田晶子        | 譽田晶子   | 長生中                       | 1月29日        |
| 20   |          | 爆裂開肇！霸王之冠全國大賽開幕！！                      | 爆烈開始，霸王錦標賽全國大賽                | 石橋大助 | 馬引圭          | 馬引圭     | 菊池晃                       | 2月5日         |
| 21   |          | 優雅的合體！魁之覇王 壬生狼・超劍勇者                   | 優雅的合體，魁之霸王壬生浪士勇              | 神山修一 | 渡邊正樹        | 中西伸彰   | 平塚知哉                     | 2月12日        |
| 22   |          | 二回戰開肇！大粉碎對咒滅擊！                            | 來吧第二回戰，大粉碎對咒滅擊                | 山田由香 | 齋藤昭裕        | 齋藤昭裕   | 波風立志                     | 2月19日        |
| 23   |          | 奇跡的召喚！？霸王X稀有卡 烈之霸王 翔烈青龍・劉備       | 奇蹟的召喚，霸王X稀有卡烈之霸王藍色龍劉備   | 網谷正治 | 加瀨充子        | 中島大輔   | 田邊謙司                     | 2月26日        |
| 24   |          | 決勝戰開肇！武藏・灰燼劍獅對古怪的爆烈使用者！          | 決賽開始，武藏阿修羅虎對奇怪的Burst男       | 富岡淳廣 | 渡邊正樹        | 渡邊正樹   | 石川哲也                     | 3月4日         |
| 25   |          | 肇對伊撒米！怒濤的決勝戰！！                            | 阿創對阿勇，激烈的決賽戰鬥                  | 石橋大助 | 譽田晶子        | 譽田晶子   | 石田智子                     | 3月11日        |
| 26   |          | 前往夢想的舞台…！決戰！爆烈對brave！                    | 通往夢想的舞台，Burst和Brave的對決          | 石橋大助 | 渡邊正樹        | 渡邊正樹   | 長生中                       | 3月18日        |
| 27   |          | 在戰鬥場地上的初戰 霸王・戰龍對霸王・戰龍！             | 戰場初戰，帝王龍對帝王龍                    | 山田由香 | 馬引圭          | 馬引圭     | 菊池晃                       | 3月25日        |
| 28   |          | 向世界挑戰！太骨望牌組登場！                            | 挑戰世界，太骨望卡組登場                    | 神山修一 | 渡邊正樹        | 工藤寬顯   | 波風立志                     | 4月1日         |
| 29   |          | 龍怒的烈神速！？ 翔烈青龍・劉備飛翔！                   | 憤怒之烈神速，藍色龍劉備飛翔                | 網谷正治 | 譽田晶子        | 中島大輔   | 田邊謙司                     | 4月8日         |
| 30   |          | 華麗的好對手 騎士之霸王 劍聖・亞瑟王！                  | 華麗的好對手，騎士之霸王劍王亞瑟登場        | 石橋大助 | 加瀨充子        | 中西伸彰   | 平塚知哉                     | 4月15日        |
| 31   |          | 決斷的爆烈 手賀丸對千尋                                 | 決斷的Burst發動，棚志手賀丸對千尋           | 富岡淳廣 | 河村智之        | 齋藤昭裕   | 石川哲也                     | 4月22日        |
| 32   |          | 咆哮的王者！天劍之霸王 齊格・須佐・弗列多！             | 王者怒吼，天劍之霸王齊格須佐之弗列多        | 山田由香 | 池野昭二        | 池野昭二   | 石田智子                     | 4月29日        |
| 33   |          | 尋找幻之咭牌！龍的憲章之謎                              | 尋找幻之卡牌，龍子牌之謎                    | 神山修一 | 馬引圭          | 工藤寬顯   | 野口和夫 菊地功一 尾形健一郎 | 5月6日         |
| 34   |          | 鐵壁的組合！岩石阿拉丁與魔神哥雷姆                      | 鐵壁組合，棚鳥阿拉丁和魔神哥雷姆            | 網谷正治 | 譽田晶子        | 譽田晶子   | 菊池晃                       | 5月13日        |
| 35   |          | 夢幻的霸王對決！須佐・弗列德vs煌炎！！                  | 霸王夢幻對決，齊格須佐之弗列多對帝王龍爆    | 石橋大助 | 加瀨充子        | 中島大輔   | 天崎まなむ                   | 5月20日        |
| 36   |          | 翔烈青龍・劉備vs北歐海盜・雷夫                          | 藍色龍劉備對維京萊夫                        | 網谷正治 | 渡邊正樹        | 宮原秀二   | 尾形健一郎                   | 5月27日        |
| 37   |          | 回到日本 再見了！黃昏博士                               | 回到日本，再見了落日博士                    | 富岡淳廣 | 馬引圭          | 馬引圭     | 鈴木幸江                     | 6月3日         |
| 38   |          | 復仇戰！十二宮X稀有卡軍團襲來！                         | 復仇戰，十二宮X稀有卡軍團來襲               | 山田由香 | 譽田晶子        | 齋藤昭裕   | 石田智子                     | 6月10日        |
| 39   |          | 成為學生會會長吧！魅惑之霸王vs光之霸王！？！            | 我要做學生會長，魅惑之霸王對光之霸王        | 神山修一 | 加瀨充子        | 工藤寬顯   | 波風立志                     | 6月17日        |
| 40   |          | 新的邂逅！爆冰之霸王 霸王・戰龍・冰武者                 | 新的相遇，爆冰之霸王帝王龍凍雨              | 石橋大助 | 池野昭二        | 池野昭二   | 丸尾一                       | 6月24日        |
| 41   |          | 爆冰之霸王 霸王・戰龍・冰武者vs蒼穹之霸王 成吉思汗•戰狼 | 爆冰之霸王帝王龍凍羽對蒼穹之霸王汗狼        | 網谷正治 | 高橋順          | 高橋順     | 菊池晃                       | 7月1日         |
| 42   |          | 世界大會開幕！出擊吧！霸王・戰龍軍團！                  | 世界大賽開幕，帝王龍軍團出擊                | 富岡淳廣 | 渡邊正樹        | 中西伸彰   | 平塚知哉                     | 7月8日         |
| 43   |          | 合體吧！騎士之霸王 劍聖・亞瑟王！                       | Brave出動，騎士之霸王劍王亞瑟               | 山田由香 | 宮原秀二        | 宮原秀二   | 尾形健一郎                   | 7月15日        |
| 44   |          | 手賀丸異變 制壓全場的幻之卡牌！                         | 手賀丸的異變，壓制幻之卡牌                  | 神山修一 | 馬引圭          | 馬引圭     | 石田智子                     | 7月22日        |
| 45   |          | 肇vs雷納德 命運的友情對決！                             | 阿創對連拿度，命運的友情對戰                | 石橋大助 | 加瀨充子        | 工藤寬顯   | 波風立志                     | 7月29日        |
| 46   |          | 制壓！獨裁大帝・凱撒突擊！                              | 制壓，獨裁者凱撒突擊                        | 網谷正治 | 齋藤昭裕        | 齋藤昭裕   | 丸尾一                       | 8月5日         |
| 47   |          | 決勝戰！肇vs手賀丸                                      | 總決賽，阿創對手賀丸                        | 富岡淳廣 | 中島大輔        | 中島大輔   | 天崎まなむ                   | 8月12日        |
| 48   |          | 新vs手賀丸！初代霸王誕生！                              | 阿新對手賀丸，第一代霸王誕生                | 山田由香 | 高橋順          | 高橋順     | 菊池晃                       | 8月19日        |
| 49   |          | 達成夢想之後 龍之軍團vs幻龍神                           | 夢想潛行，帝王龍軍團對幻龍神                | 富岡淳廣 | 宮原秀二        | 宮原秀二   | 尾形健一郎                   | 8月26日        |
| 50   |          | 對手們啊 讓我們戰至永遠吧！                             | 永遠都是勁敵                                | 富岡淳廣 | 馬引圭          | 馬引圭     | 石田智子                     | 9月2日         |

## Spirits霸王解說
- 英雄龍 帝王龍(英雄龍ロード・ドラゴン)【Burst Magic：武威煌炎刃/双翼乱舞/爆裂十紋刃/霸王爆炎撃/鋭守冰槍牙】

- 英雄皇ロード・ドラゴン・ドミニオン（~） 無

- 黄金皇ロード・ドラゴン・インティ（~） 無

- 爆炎の覇王ロード・ドラゴン・バゼル（~）【Burst Magic：爆霸炎神剣】

- 皇牙獣キンタローグ・ベアー【Burst Magic：双光気弾】

- ハンゾウ・シノビ・ドラゴン【Burst Magic：三札之術】

- ゴエモン・シーフ・ドラゴン 無

- 龍之霸王 齊格．大和．弗烈多(龍の覇王ジーク・ヤマト・フリード)【Burst Magic：烈光閃刃/天翔龍神覇】

- 刀之霸王 武藏．阿修羅虎(刀の覇王ムサシード・アシュライガー)【Burst Magic：五輪轉生炎】

- 天劍之覇王 齊格．須佐之．弗烈多(天剣の覇王ジーク・スサノ・フリード)【Burst Magic：殲剣火炎陣】

- ナスノ・アーチャー【Burst Magic：紫魂葬/刹那残影弓】

- エンプレス・ヨウクィーン【Burst Magic：妖華吸血爪】

- 太骨望【Burst Magic：打神鞭】

- 咒之霸王 混沌晴明(呪の覇王カオティック・セイメイ)【Burst Magic：冥皇封滅呪】

- 騎士之覇王 劍士．阿瑟 (騎士の覇王ソーディアス・アーサー)【Burst Magic：ラウンドテーブルナイツ】

- 軍師鳥ショカツリョー 【Burst Magic：飛雷震之計】

- 烈之覇王 藍青龍劉備(烈の覇王セイリュービ)【Burst Magic：翔烈降臨】

- コーカサス・リョフ・ビートル 無

- グラント・ベンケイ【Burst Magic：武迅衝/疾風弾導破/仁王壁】

- 風之霸王 大鍬形．牛若(風の覇王ドルクス・ウシワカ)【Burst Magic：疾風彈導破/烈風神空霸】

- 小さな侍イッスンアントマン 無

- ミブロック・ジーナス【Burst Magic：光速三段突】

- 冰之霸王 壬生浪士．荊之子(氷の覇王ミブロック・バラガン)【Burst Magic：幻影氷結晶/氷河零刀斬】

- 魁之覇王 壬生浪士．勇(魁の覇王ミブロック・ブレイヴァー)【Burst Magic：次元断】

- 海皇龍シーマ・クリーク【Burst Magic：絶甲氷盾/甲竜封絶破】

- サンク・シャイン 無

- 氷聖女ジャンヌダルク 無

- ショーグンペンタン 無

- グリムの天使シンデレラ【Burst Magic：マギアゲフリュスター】

- ミスティック・ヒミコ【Burst Magic：夢幻祈祷/天災之禍風】

- 光之霸王 弧月．赫映姬(光の覇王ルナアーク・カグヤ) 【Burst Magic：神閃月下】

- ヤギュード・ジューベイ【Burst Magic：封渦斬/退魔絶刀角】

- レボルシング・ゼヨン【Burst Magic：雷神轟招来】

- コジロンド・ゴレム【Burst Magic：秘剣燕返】

- 古の獣王ギルガメッシュ【Burst Magic：クラッシュ・ザ・バビロン】

- 鐵之霸王 西鄉．哥雷姆(鉄の覇王サイゴード・ゴレム)【Burst Magic：爆砕轟神掌】

## 外部連結
- （日語）《Battle Spirits 霸王》 官方網站（日昇動畫）（页面存档备份，存于）
- （日語）《Battle Spirits 霸王》 官方網站（名古屋電視台）（页面存档备份，存于）
- （中文）本版Battle Spirits 中文效果 提供網站（页面存档备份，存于）
- （繁體中文）《Battle Spirits小霸王》TVB官方網站（页面存档备份，存于）